# Wallingford Riegger
Wallingford Riegger (29 de abril de 1885 - 2 de abril de 1961) fue un compositor musical estadounidense, conocido por sus obras orquestales para la danza moderna y el cine. 
Nació en Albany, Georgia, pero residió la mayor parte de su vida en Nueva York. Estudió en 1907 en el Instituto de Arte Musical en Nueva York y hasta 1910 en Berlín con Max Bruch. Desde 1918 hasta 1922 enseñó teoría de la música y técnica del violoncelo en la Universidad de Iowa. Desde 1930 y hasta 1956 trabajó para una editorial musical y continuó su enseñanza en diversas universidades de Nueva York. 
Formó parte del “American Five”, un grupo de compositores de vanguardia, al que también pertenecieron Charles Ives, Charles Ruggles, Henry Cowell y John J. Becker.
Riegger compuso cuatro sinfonías, una rapsodia y otras obras para orquesta, así como numerosos trabajos de música de cámara. 
Riegger falleció trágicamente en 1961 a causa de las heridas que le ocasionaron dos perros de presa.

## Obras
- Study in Sonority, 1927.
- Dichotomy, 1932.
- New Dance, 1940.
- New and Old, 1947.
- Music for Brass Choir, 1949.
- Dance Rhythms, 1954.
- With My Red Fires.

- Datos: Q2143377